# Пет Френк
Гаррі Гарт «Пет» Френк (5 травня 1907 року – 12 жовтня 1964 року) — американський журналіст, письменник і урядовий консультант. Ймовірно, «перший з авторів кінця світу після Хіросіми», його найвідомішим твором є його постапокаліптичний роман «Бувай, Вавилоне» (1959), який зобразив спалах ядерної війни та боротьбу тих, хто вижив у невеликому місті в центральній частині Флориди.

## Журналістика
Френк народився в Чикаго 1907 року. Він був названий на честь свого батька, який, як повідомляється, помер від грипу ще в молодості. Френк використовував і писав під псевдонімом «Пат» протягом усього свого життя. Він відвідував школу Педді, приватну підготовчу школу в Нью-Джерсі, потім переїхав з матір'ю до її рідної північно-східної Флориди. Френк навчався в Університеті Флориди, відвідував курси журналістики та працював репортером у Jacksonville Journal в Атлантік-Біч, де його родина мала будинок на пляжі. За власним анекдотом, оскільки в Атлантик-Біч бракувало новин, Френк повідомляв про все, що його цікавило, а робота оплачувалася словом, він вигадав місцеву заможну родину, регулярно повідомляв про їхню діяльність і навіть зумів зберегти свою роботу після того, як містифікацію викрили. Наприкінці 1920-х років Френк поїхав на північ і писав для New York World і New York Evening Journal, а згодом перейшов до Washington Herald. Проте, він знову став нудьгувати своїм ритмом, згодом описуючи його так:
Я був присутній на кожному великому перерізанні горла, отруєнні чоловіка і «я вбила його, бо кохала» на Атлантичному узбережжі, а також на викраденнях, повенях, Світових Серіях і днях відкриття Конгресу та в Пімліко. І так тривало роками. Мюнхен і одруження змінили мої інтереси, і я почав висвітлювати діяльність військового і військово-морського відомств, Державного департаменту і, нарешті, Білого дому.
Франк забув згадати про свої репортажі про політиків та бюрократів у «Геральд», які не полишали його навіть тоді, коли він переслідував свої нові інтереси у війні, дипломатії та закордонних справах. Коли у 1939 році розпочалася війна в Європі, він став новим вашингтонським кореспондентом служби новин Єврейського телеграфного агентства, а згодом — керівником вашингтонського бюро його нової дочірньої компанії, Агентства закордонних новин (ONA). У 1941 році він приєднався до попередника Управління військової інформації і служив пропагандистом політичної війни в Австралії та Туреччині. Вічно невгамовний, Франк став військовим кореспондентом ОВІ в Італії і висвітлював повоєнні події в Австрії, Угорщині та Німеччині.

## Романіст
1946 року Френк опублікував «Містер Адам» — комікс, сатиричний роман про реакцію політиків, бюрократів і засобів масової інформації, коли виявилося, що лише одна людина на Землі пережила стерилізацію після того, як випадковий ядерний вибух знищив більшу частину Міссісіпі. Безтурботний погляд Френка на нову похмуру тему розійшовся тиражем понад два мільйони примірників і був опублікований у понад дюжині країн. На отримані кошти Френк незабаром залишив газетну журналістику, повернувся на північний схід Флориди і розпочав другу кар'єру, пишучи романи, оповідання — він публікував оповідання ще з довоєнних часів — і позаштатні статті в журналах.
Його другий роман "Державна справа " (1948), шпигунський трилер, дія якого розгортається у Вашингтоні та окупованій Радянським Союзом Угорщині, з'явився лише через чотири місяці після початку Блокади Західного Берліна, яка для більшості американців стала сигналом про початок холодної війни. Її головним героєм був колишній військовослужбовець-бюрократ, молодший офіцер дипломатичної служби, якому доручили створити розвідницьку мережу в Будапешті, і ЦРУ вважало, що це був перший вигадковий твір, у якому згадується агентство. За ним послідував роман «Стримай ніч» (1951). Це був твір про підрозділ морської піхоти на передовій у Корейській війні. У ньому Френк, можливо, нерозумно, застосував свій досвід Другої світової війни до країни та війни, яких він ще не бачив. Проте, це, ймовірно, дозволило Френку працювати в Кореї, щоб допомогти уряду США з пропагандистським документальним фільмом і створити підрозділ корейського кіно. Свій досвід перебування у Флориді та на Далекому Сході він описав в автобіографічному тревелозі «Довгий шлях навколо» (1953). Для своєї наступної книги Френк повернувся до трилера «Заборонена зона» (1956), в якій розповідається про висадку на північному пляжі Флориди групи радянських агентів, спеціально навчених видавати себе за американців. Їхній саботаж під час підготовки до вторгнення ставить країну на межу ядерної війни.
Ядерна війна прийшла в найпопулярніший і довговічний твір Френка «Бувай, Вавилоне» (1959). Один із кількох сучасних романів, присвячених ядерній війні чи її наслідкам – «Завтра!», «На березі», «Червона тривога», «Безвідмовність», «Кантика для Лейбовіца» – у ньому розповідається про початок війни та подальший вплив на Форт-Ріпоз, невелике містечко в північно-центральній частині Флориди, побудоване за зразком Маунт-Дора, неподалік від якого Френк написав книгу. Частково драма зворотного відліку до війни, частково повість про виживання, книга надихнула безліч подібних творів і досі залишається в друці.

## Кіно і телебачення
1956 року на екрани вийшла кіноверсія твору «Стримай ніч», а одне з його оповідань «Дівчина, яка ледве не втекла» стало основою для комедії Говарда Гоукса «Улюблений спорт чоловіків?» 1964 року. «Заборонена зона» була адаптована Родом Серлінгом для дебютного епізоду 1957 року телесеріалу-антології Playhouse 90, режисером якого став Джон Франкенгаймер, а в головній ролі — Чарлтон Гестон. У передостанньому епізоді «Ігровий дім 90» від 3 квітня 1960 року було показано «Бувай, Вавилоне» з Доном Мюрреєм і Даном Ендрюсом у головних ролях. Проте, кілька спроб вивести його на великий екран були безуспішними.
Френк написав сценарій до фільму “Ми повернемося» (1963), драми з Сізаром Ромеро в ролі патріарха сім'ї кубинських біженців, які щойно прибули до Флориди, і їхніх спроб організувати повалення нещодавно встановленого режиму Кастро в «Бухті свиней».

## Політика і уряд
Після перших двох романів критики були менш прихильними до книг Френка. Але якщо його пізніші твори затаврували Франка як письменника «атомних котлів», їхній популярний успіх та актуальність зрештою надали їхньому автору можливість працювати в уряді. Демократ по життю, він працював спічрайтером Національного комітету Демократичної партії під час кампанії Кеннеді 1960 року і після неї. У 1961 році він отримав нагороду Фонду американської спадщини за видатну громадянську позицію в епоху, коли основна увага була зосереджена на реєстрації виборців та громадянській участі. У 1961 році він був позаштатним консультантом Національної ради з аеронавтики та космосу. Френк застосував свій досвід роботи з урядом, а також навички розслідування та оповідання історій у фільмі «Як пережити вибух водородної бомби… і чому» (1962), книга, прочитання якої пропонує нехудожню версію його дослідження для «Бувай, Вавилоне». У цих книгах Френк критикував бюрократію цивільної оборони Ейзенхауера, але в «Як пережити вибух водневої бомби» він хвалив нещодавні зміни, зроблені адміністрацією Кеннеді. 1963 року Френк приєднався до команди: він допомагав організовувати інформаційні операції для Управління цивільної оборони, а згодом був призначений його директором з питань громадської інформації, пішовши у відставку незадовго до смерті, щоб працювати над новою книгою.
Під час президентських перегонів 1964 року Френк редагував «Книгу мультфільмів Голдуотера», колекцію газетних кліпів із зображенням кандидата від Республіканської партії Баррі Голдвотера. Посмертно вийшло «Рандеву на Мідвеї: Американський авіаносець „Йорктаун“ і японський авіаносний флот» (1967), розповідь і аналіз битви 1942 року, написаний спільно з журналістом ВМС США Джозефом Д. Гаррінгтоном.
Очевидно, що під час своєї другої кар'єри він був алкоголіком, який швидко жив і швидко витрачав гроші. 12 жовтня 1964 року у віці 57 років він помер від гострого панкреатиту в Атлантик-Біч. Він похований на кладовищі Оклаун, Джексонвілл.

## Опубліковані праці
- «Містер Адам» (Філадельфія: JB Lippincott Company, 1946)
- «Державна справа» (Філадельфія: JB Lippincott Company, 1948)
- «Стримай ніч» (Філадельфія: JB Lippincott Company, 1951)
- «Довгий шлях навколо» (Філадельфія: JB Lippincott Company, 1953)
- «Заборонена зона» (Філадельфія: JB Lippincott Company, 1956), також опубліковано як Seven Days to Never (Лондон: Constable and Co, 1957)
- «Бувай, Вавилоне» (Філадельфія: JB Lippincott Company, 1959)
- «Як вижити після водневої бомби… і чому» (Філадельфія: JB Lippincott Company, 1962)
- «Книга мультфільмів Голдуотера» (редактор). (Національна видавнича компанія, Вашингтон, округ Колумбія, 1964)
- «Рандеву на Мідвеї: Американський авіаносець „Йорктаун“ і японський авіаносний флот» (зі співавтором Джозефом Д. Харінгтоном) (Нью-Йорк: The John Day Company, 1967)

### Подальше читання
- Owens, Vivian W. The Mount Dorans: African American History Notes of a Florida Town. Waynesboro, VA: Eschar Publications, 2000. ISBN 0-9623839-8-8.